# Jacqueline Gadsden
Jacqueline Gadsden (3 de agosto de 1900 — 10 de agosto de 1986) foi uma atriz norte-americana da era do cinema mudo. Ela fez dois filmes em 1929, sob o nome Jane Daly e aposentou-se logo depois disso.

## Filmografia selecionada
- Cordelia the Magnificent (1923)
- Skid-Proof (1923)
- Ridin' the Wind (1925)
- The Merry Widow (1925)
- Forbidden Hours (1928)[1][2]
- The Quitter (1929)
- The Mysterious Island (1929)[3]